# Vojtěch Mareš
Vojtěch Mareš (14. srpna 1936 Považské Podhradie – 16. července 2025) byl československý házenkář a zlatý medailista z mistrovství světa v házené ve Švédsku v roce 1967, hrával na pozici křídlo. Původním povoláním učitel tělesné výchovy. V roce 1968 si zahrál také ve Výběru světa.

## Kariéra
S házenou začínal ve Vsetíně, po přestěhování do Prahy začal hrát za Slavii Praha. Během svého vysokoškolského studia působil v mužském týmu Sparta Praha (do roku 1959). Poté narukoval na vojnu a přestoupil do týmu Dukla Praha, kde zůstal do konce své hráčské kariéry (1959–71). Během této doby získal s týmem několik ligových titulů. V letech 1977–82 působil pět let v Kuvajtu. V cizině pak znovu působil v letech 1989–94, kdy v USA trénoval reprezentaci mužů i žen.

### Národní tým
V reprezentaci Mareš odehrál více než 100 zápasů. V letech 1986–89 trénoval mužskou reprezentaci Československa, se kterou se zúčastnil LOH 1988 v Soulu, kde skončili na šestém místě. V letech 1997–2001 trénoval reprezentační družstvo žen České republiky. Od roku 2002 pak působil jako trenér reprezentačního družstva žen Slovenska.